# Corrida Internacional de São Silvestre
A Corrida Internacional de São Silvestre é uma corrida de rua realizada anualmente na cidade de São Paulo, Brasil, em 31 de dezembro, dia de São Silvestre (data de morte do Papa da Igreja Católica, canonizado também neste dia, anos depois, no quarto século da Era Cristã) e de onde vem o seu nome.
A corrida, a mais famosa e tradicional do Brasil e a da América do Sul, tem um percurso atual de 15 km pelo centro de São Paulo e é uma corrida mista desde 1975, quando começou a participação oficial das mulheres. Entre 1925, ano de sua criação e 1944, foi disputada apenas por corredores brasileiros.
O maior vencedor da prova — e recordista até a edição de 2019, quando afinal teve sua marca quebrada após 25 anos — é o queniano Paul Tergat com cinco vitórias e, entre as mulheres, a portuguesa Rosa Mota, que com seis vitórias consecutivas nos anos 1980 é a maior vencedora geral. Entre os brasileiros, o título fica com Marílson Gomes dos Santos, com três vitórias.
Alguns dos maiores fundistas da história do atletismo já participaram e venceram a prova. Além de Paul Tergat e Rosa Mota, já correram nas ruas de São Paulo, campeões e medalhistas olímpicos e recordistas mundiais como Franjo Mihalic, Gaston Roelants, Frank Shorter, Carlos Lopes, Arturo Barrios, Ronaldo da Costa, Priscah Jeptoo, Derartu Tulu e a "Locomotiva Humana", o tcheco Emil Zatopek, campeão em 1953. A Corrida Internacional de São Silvestre é transmitida ao vivo pela televisão para o Brasil e para o mundo pela TV Gazeta e pela TV Globo desde 1982.

## História

Foto meramente ilustrativa, prova noturna e chuvosa, não havia tecnologia para provas noturnas

Cásper Líbero, um jornalista e advogado paulista milionário que fez fortuna no início do século XX no setor de imprensa era um apaixonado por esportes, tanto que ele foi o idealizador da Gazeta Esportiva, que havia sido lançada inicialmente como coluna do jornal A Gazeta e posteriormente, em 1947, foi lançada como jornal (4 anos após a morte de Cásper). Em uma viagem que fez a Paris, ficou maravilhado com uma corrida realizada à noite, em que os corredores carregavam tochas ao longo do percurso. Decidido a promover algo semelhante no Brasil, criou uma corrida noturna a ser realizada no último dia do ano de 1925. Estava fundada a Corrida de São Silvestre, que recebeu esse nome em homenagem ao santo do dia.
Em sua primeira edição, de 60 inscritos, 48 compareceram para disputar a prova e apenas 37 foram oficialmente classificados, já que as regras exigiam que todos os corredores cruzassem a linha de chegada no máximo 3 minutos após a chegada do vencedor. O primeiro vencedor foi o atleta fundista l Alfredo Gomes, que completou os 6,2  km do percurso em 33:21. Inicialmente aceitando apenas a participação de brasileiros natos, nos anos seguintes a inscrição foi permitida a estrangeiros morando no Brasil, o que permitiu ao italiano Heitor Blasi, radicado em São Paulo, ser convidado a disputá-la e vencer duas das primeiras edições da prova, em 1927 e 1929. Sem grande experiência na organização deste tipo de evento, as primeiras edições impediam os corredores de beberem qualquer tipo de líquido durante a prova, e os atletas muitas vezes nela competiam com os próprios sapatos que usavam para treino no dia a dia e roupas que acumulavam suor.
Ao contrário de outros eventos desportivos tão ou mais antigos, a Corrida de São Silvestre nunca deixou de realizar-se, nem mesmo durante a Revolução Constitucionalista de 1932 ou a Segunda Guerra Mundial.
Em 1941, atletas do estado de São Paulo perderam a invencibilidade. Desde a inauguração da prova em 1925, apenas atletas paulistas haviam vencido a disputa da São Silvestre. Este domínio só acabou após o mineiro José Tibúrcio dos Santos vencer esta edição, quebrando uma hegemonia paulista de 16 anos.
A partir de 1945, com o fim da guerra, passou a contar com a participação de estrangeiros, mas apenas para corredores convidados provenientes de outros países da América do Sul. O sucesso das duas primeiras edições internacionais, no entanto, levou os organizadores a permitirem a participação de corredores de todo o mundo a partir de 1947. Este ano marcou o início de período de 34 anos durante o qual nenhum brasileiro venceria a prova, o que se encerrou somente quando o garçom pernambucano José João da Silva venceu a edição de 1980, feito que repetiria em 1985.

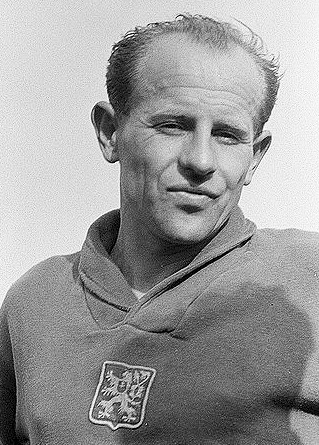
Emil Zátopek, a Locomotiva Humana, vencedor em 1953.

A primeira transmissão ao vivo da corrida ocorreu no ano de 1948, graças à Rádio Gazeta, que comprou um aparato de frequência modulada. O dispositivo foi instalado em um carro situado na rua com receptação no topo do prédio da emissora. Desde 1945, a ideia estava sendo planejada, mas foi apenas em 1948 que a transmissão via rádio da Corrida de São Silvestre aconteceu.
A corrida permaneceria restrita a homens até 1975, quando as Nações Unidas declararam aquele ano como o Ano Internacional da Mulher. Os organizadores da São Silvestre aproveitaram o momento para realizar a primeira corrida feminina no mesmo ano. Nesse sentido, como uma resposta ao apelo da igualdade entre os gêneros, a organização da prova incluiu as mulheres na disputa. O evento feminino começou já com livre participação internacional, e a primeira mulher a vencê-lo foi a alemã-ocidental Christa Vahlensieck, o que fez duas vezes seguidas. A primeira vitória brasileira ocorreria somente vinte anos depois, quando a brasiliense Carmem de Oliveira venceu em 1995.
Além de Paul Tergat e Rosa Mota, outros grandes campeões na história da São Silvestre são o belga Gaston Roelants, recordista mundial e campeão olímpico dos 3 000 m c/ obstáculos em Tóquio 1964 e o equatoriano Rolando Vera, os dois quatro vezes vencedores da prova, sendo que Rolando Vera foi o único a vencê-la por quatro vezes consecutivas entre os homens, nos anos 1980. A queniana Lydia Cheromei a venceu três vezes entre 1999 e 2004.
Já famosa em toda a América Latina e na Europa desde 1953, quando a presença e a vitória do multicampeão olímpico tcheco Emil Zatopek a transformou num evento realmente internacional de ponta, em 1970 a São Silvestre começou a chamar a atenção da imprensa especializada dos Estados Unidos, quando o norte-americano Frank Shorter, futuro campeão olímpico da maratona em Munique 1972, veio ao Brasil e a venceu. A vitória de Frank Shorter provocou uma posterior invasão de corredores americanos na prova, que veria Dana Slater ser bicampeã entre as mulheres em 1978–79 e o fundista Herb Lindsay vencê-la em 1979, ano em que a vitória no masculino e no feminino pertenceu aos Estados Unidos, feito nunca mais repetido. O Brasil repetiria o mesmo feito na edição de 2006, com a vitória de Franck Caldeira no masculino e Lucélia Peres no feminino.
Em 1964, atletas indígenas se inscreveram para a 40ª corrida internacional de São Silvestre. Cinco atletas da Ilha do Bananal formaram uma equipe para competir. Na época, um dos organizadores do evento, Aurélio Bellotti, e o indianista Willy Aureli, visitaram a tribo para dar orientações e explicar o funcionamento e regras da São Silvestre.
Em 1967 a corrida passou a ser uma atração turística. No dia 10 de dezembro, a prova passou a integrar o calendário turístico paulista graças ao Decreto de Oficialização da Corrida Internacional de São Silvestre, que foi assinado pelo então governador de São Paulo, Roberto Costa de Abreu Sodré.
No ano de 1968, O cantor e compositor Jorge Ben Jor tentou correr no pelotão de elite masculino. O brasileiro se inscreveu na XV Preliminar Paulista da Corrida Internacional de São Silvestre. Nessa prova, Jorge Ben estava entre os 700 atletas inscritos, mas havia apenas 250 vagas. O músico não conseguiu garantir o seu lugar.
Até 1988, a corrida era realizada à noite, geralmente iniciando-se às 23h30, de forma que os primeiros classificados cruzavam a linha de chegada por volta da meia-noite, mas o ano de 1989 foi marcado por sensíveis modificações no formato do evento. O objetivo era cumprir as determinações da Federação Internacional de Atletismo — IAAF. O horário de início da corrida foi alterado, passando às 15 horas para mulheres e às 17 horas para homens; a distância a ser percorrida, que variava quase que anualmente (geralmente entre 6,5 e 8,8 km) foi definitivamente fixada em 15 km em 1991, o mínimo exigido pelas regras da Federação. Em 1989, a Corrida Internacional de São Silvestre foi oficialmente reconhecida e incluída no calendário internacional da IAAF.

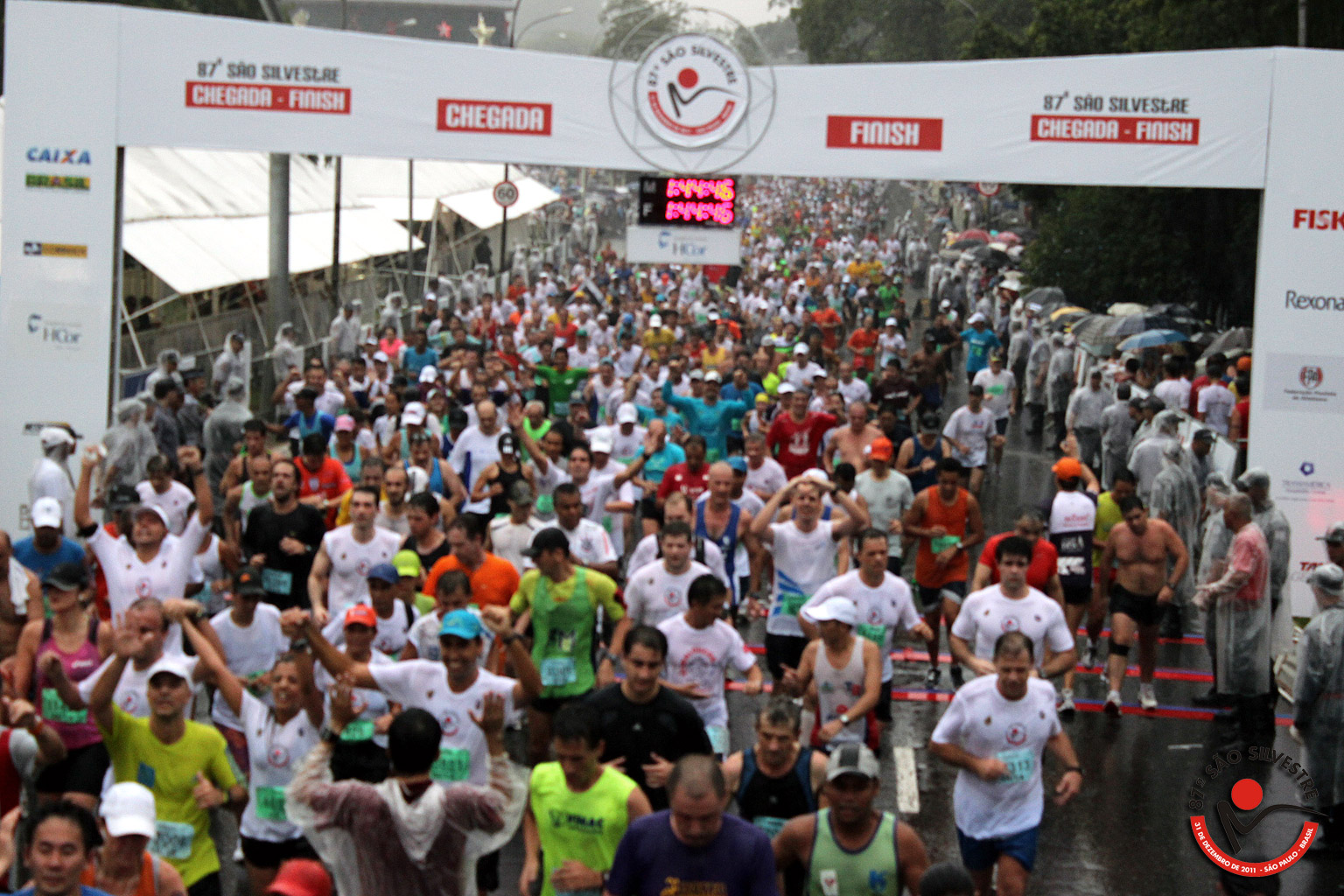
Milhares de corredores anônimos cruzam a linha de chegada da 87ªSS em 2011.

Em 2003, Marílson Gomes dos Santos conquistou o topo mais alto do pódio pela primeira vez. Essa vitória foi apenas o início, pois em 2005 e 2010 o atleta voltou a vencer, se consagrando como o primeiro corredor do Brasil tricampeão da Corrida de São Silvestre desde o início de sua fase internacional.
Em 2011, pela primeira vez desde sua criação, a São Silvestre passou a ser disputada de manhã (com a prova feminina sendo às 08h00 e a prova masculina às 09h00) e teve o tradicional percurso alterado. Ao invés da Avenida Paulista, a chegada passou a ser no Parque do Ibirapuera, em frente ao Obelisco (assim como a Maratona de São Paulo). A modificação viu a queniana Priscah Jeptoo, vice-campeã olímpica da maratona em Londres 2012, vencer a prova feminina em 48:48, recorde e a primeira vez que uma mulher completou os 15 km da São Silvestre em menos de 50 minutos. Esta edição também assistiu a uma das maiores tragédias da história da corrida, com a morte do atleta paraolímpico Israel Cruz de Barros, que, disputando a divisão de cadeira de rodas, perdeu o controle na descida da Rua Major Natanael, de acentuado declive, e chocou-se com o muro em volta do Estádio do Pacaembu, morrendo no hospital.
Crescendo e sendo prestigiada através dos anos não apenas por atletas de elite mas também pelos corredores amadores, os números da São Silvestre fazem dela a maior corrida de massas da América do Sul, também em quantidade. Os 48 participantes da edição inicial em 1925 transformaram-se em cerca de 2 mil ainda no fim da década de 1950, mais de 10 mil por edição nos anos 1980, até alcançar um recorde de cerca de 25 mil participantes na edição de 2011.
Desde 2011, todos os campeões masculinos, são de nacionalidade africana, e desde 2007, as campeãs femininas também. Esta hegemonia africana na prova começou em 1992, ano em que o queniano Simon Chemwoyo conquistou o primeiro título à África, desde então, foram 19 vitórias africanas, contra apenas 6 brasileiras. O último brasileiro a vencer a prova foi Marilson, no ano de 2010, e a última mulher foi Lucélia Peres, em 2006.
Além do prestígio nacional e internacional, financeiramente a São Silvestre também compensa para seus campeões: em 2013, o vencedor recebeu R$ 60 mil (US$ 30 mil), o segundo colocado R$ 35 mil (US$ 17 mil) e o terceiro colocado R$ 20 mil (US$ 10 mil).
Pessoas portadoras de deficiências também participam da prova. Há largadas especificas para atletas cadeirantes e outra para portadores de outros tipos de deficiência. Só depois é que largam as elites feminina e masculina e o pelotão geral.
Em 22 de setembro de 2020, a organização resolveu adiar em razão da Pandemia de COVID-19 no Brasil a 96ª edição da corrida inicialmente para 11 de julho de 2021. No entanto, a organização optou por fixar esta edição no último dia de 2021. Entre as mudanças na edição de 2021 está o uso obrigatório de máscaras, a adoção de passaporte vacinal e a realização da corrida sem a presença de público por conta das medidas de segurança contra a COVID-19.
Em 2022, a corrida volta aos seus moldes tradicionais como a presença de público pelas calçadas do trajeto, mas mantendo apenas a regra do passaporte vacinal, adotada em 2021.

## Participação feminina
Desde sempre, o conceito de que mulheres são mais frágeis é propagado por toda sociedade, acabando interferindo na participação feminina nas competições esportivas como, por exemplo, nos Jogos Olímpicos. Até que então, em 11 de julho de 1924 (Jogos de Paris) a primeira mulher consegue conquistar a primeira medalha de ouro nas Olimpíadas: Charlotte Cooper. Desde então, as mulheres foram conseguindo conquistar cada vez mais seu espaço nos esportes, inclusive na São Silvestre quando o jornal A Gazeta Esportiva (o jornal era organizador do evento) resolveu acompanhar a mudança e evolução social e incluiu, em 1975, a prova feminina da São Silvestre.[carece de fontes?]
A primeira vencedora foi Christa Vahlensieck, que deu o título para a Alemanha. A primeira vencedora brasileira foi Carmem de Oliveira, somente em 1995, vinte anos após a estreia feminina na maratona. Porém, o maior destaque vai para a portuguesa Rosa Mota, que é recordista de títulos com seis vitórias seguidas nos anos de 1981, 1982, 1983, 1984, 1985 e 1986.
A participação de mulheres na São Silvestre aumentou, tendo na 91° edição da corrida, 28,55% finalistas femininas, ou seja 6 645 dos 23 268. Sendo esse número extremamente representativo, pois em 1999 o número era oito vezes menor, tendo apenas 795 mulheres e 10 758 homens.

## Percurso
Realizada em grande parte pelo centro da cidade de São Paulo, a São Silvestre já teve vários percursos e distâncias diferentes através das décadas. Um erro comum, mesmo em parte da imprensa, é se referir à São Silvestre como uma maratona (para isso, precisaria ter 42,195 quilômetros). O atual percurso tem 15 km de distância e a seguinte composição: 
- Largada na Avenida Paulista, nas proximidades da Alameda Ministro Rocha Azevedo;
- Rua Haddock Lobo;
- Túnel José Roberto Fanganiello Melhem;
- Avenida Doutor Arnaldo;
- Rua Major Natanael;
- Rua Desembargador Paulo Passalaqua;
- Avenida Pacaembu;
- Rua Margarida;
- Alameda Olga;
- Rua Tagipuru;
- Rua Fuad Naufel;
- Avenida Auro Soares de Moura Andrade;
- Rua Mário de Andrade;
- novamente Avenida Pacaembu em direção à Marginal Tietê;
- Viaduto Pacaembu;
- Av. Dr. Abraão Ribeiro;
- Praça Dr. Íris Meinberg;
- Av. Marquês de São Vicente;
- Rua Norma Pieruccini Giannotti;
- Avenida Rudge;
- Viaduto Eng. Orlando Murgel;
- Av. Rio Branco;
- Av. Duque de Caxias;
- Avenida São João;
- Largo do Arouche;
- Av. Vieira de Carvalho;
- Praça da República;
- Avenida Ipiranga;
- novamente Av. São João;
- Largo do Paiçandu;
- Rua Conselheiro Crispiniano;
- Praça Ramos de Azevedo;
- Viaduto do Chá;
- Rua Líbero Badaró;
- Largo de São Francisco;
- Avenida Brigadeiro Luís Antônio;
- Viaduto Brigadeiro Luiz Antônio;
- Av. Paulista, com chegada em frente ao prédio da Gazeta Esportiva.[26]

### Evolução do percurso
| Ano           | Distância | Largada | Chegada                                                                  | Ref                  |
| ------------- | --------- | --- | ------------------------------------------------------------------------ | -------------------- |
| 1925          | 8,8 km    | Av. Paulista – Parque Trianon                                                                                           | Associação Athletica São Paulo – Ponte Pequena                           | [ 27 ]               |
| 1926–1928     | 6,2 km    | Av. Paulista – Parque Trianon                                                                                           | Associação Athletica São Paulo – Ponte Pequena                           | [ 27 ]               |
| 1929          | 8,8 km    | Av. Paulista – Parque Trianon                                                                                           | Associação Athletica São Paulo – Ponte Pequena                           | [ 27 ]               |
| 1930          | 8,8 km    | Av. Paulista, esquina da Av. Angélica – Monumento do Olavo Bilac                                                        | Clube de Regatas Tietê                                                   | [ 28 ]               |
| 1931          | 8,2 km    | Av. Paulista, esquina da Av. Angélica – Monumento do Olavo Bilac                                                        | Clube de Regatas Tietê                                                   | [ 28 ]               |
| 1932–1933     | 8,8 km    | Av. Paulista, esquina da Av. Angélica – Monumento do Olavo Bilac                                                        | Clube de Regatas Tietê                                                   | [ 28 ]               |
| 1934–1938     | 7,6 km    | Av. Paulista, esquina da Av. Angélica – Monumento do Olavo Bilac                                                        | Clube de Regatas Tietê                                                   | [ 28 ]               |
| 1939–1941     | 7 km      | Av. Paulista, esquina da Av. Angélica – Monumento do Olavo Bilac                                                        | Clube de Regatas Tietê                                                   | [ 28 ] [ 29 ]        |
| 1942–1944     | 5,5 km    | Av. 9 de Julho – Túnel 9 de Julho                                                                                       | Clube de Regatas Tietê                                                   | [ 29 ]               |
| 1945–1948     | 7 km      | Em frente ao Estádio do Pacaembu                                                                                        | Clube de Regatas Tietê                                                   | [ 29 ]               |
| 1949          | 7,3 km    | Praça Oswaldo Cruz esquina com a Av. Paulista                                                                           | Edifício Palácio da Imprensa – Rua da Conceição                          | [ 29 ]               |
| 1950–1952     | 7,3 km    | Rua da Conceição – Edifício Palácio da Imprensa                                                                         | Edifício Palácio da Imprensa – Rua da Conceição                          | [ 30 ]               |
| 1953–1965     | 7,4 km    | Av. Cásper Líbero | Edifício Palácio da Imprensa – Rua da Conceição                          | [ 30 ] [ 31 ]        |
| 1966          | 9,2 km    | Av. Paulista 900, em frente ao Edifício Cásper Líbero                                                                   | Av. Paulista 900, na frente do Edifício Cásper Líbero                    | [ 31 ]               |
| 1967          | 8,7 km    | Av. Paulista 900 – Edifício Cásper Líbero, Descida pela Brigada Luiz Antônio                                            | Av. Paulista 900 – Edifício Cásper Líbero, Subida pela Rua da Consolação | [ 31 ]               |
| 1968          | 8,7 km    | Av. Paulista 900, em frente ao Edifício Cásper Líbero                                                                   | Av. Paulista 900, na frente do Edifício Cásper Líbero                    | [ 31 ]               |
| 1969          | 8,7 km    | Av. Paulista 900 – Edifício Cásper Líbero, Descida pela Brigada Luiz Antônio                                            | Av. Paulista 900 – Edifício Cásper Líbero, Subida pela Rua da Consolação | [ 31 ]               |
| 1970–1978     | 8,9 km    | Av. Paulista 900, em frente ao Edifício Cásper Líbero, Descida pela Brigada Luiz Antônio, Subida pela Rua da Consolação | Av. Paulista 900, na frente do Edifício Cásper Líbero                    | [ 32 ]               |
| 1979          | 8,9 km    | Av. Paulista 900, em frente ao Edifício Cásper Líbero, Descida pela Brigada Luiz Antônio                                | Estádio Paulo Machado de Carvalho – Pacaembu                             | [ 32 ]               |
| 1980–1989     | 12,64 km  | Av. Paulista 900, em frente ao Edifício Cásper Líbero                                                                   | Av. Paulista 900, na frente do Edifício Cásper Líbero                    | [ 33 ]               |
| 1991–2010     | 15 km     | Av. Paulista, em frente ao MASP                                                                                         | Av. Paulista 900, na frente do Edifício Cásper Líbero                    | [ 34 ] [ 35 ] [ 36 ] |
| 2011          | 15 km     | Av. Paulista, em frente ao MASP                                                                                         | Avenida Pedro Álvares Cabral, no Ibirapuera                              | [ 36 ]               |
| 2012          | 15 km     | Av. Paulista, próximo à Rua Frei Caneca                                                                                 | Av. Paulista, 900, em frente ao Edifício da Fundação Cásper Líbero       | [ 36 ]               |
| 2013–2016     | 15 km     | Av. Paulista, próximo à Rua Ministro Rocha Azevedo (sentido Consolação)                                                 | Av. Paulista, 900, em frente ao Edifício da Fundação Cásper Líbero       | [ 36 ] [ 37 ]        |
| 2017          | 15 km     | Av. Paulista, próximo à Rua Frei Caneca                                                                                 | Av. Paulista, 900, em frente ao Edifício da Fundação Cásper Líbero       |                      |
| 2018–presente | 15 km     | Av. Paulista, próximo à Rua Augusta                                                                                     | Av. Paulista, 900, em frente ao Edifício da Fundação Cásper Líbero       | [ 23 ]               |

## São Silvestrinha
Idealizada por Júlio Deodoro, superintendente da Gazeta Esportiva, em 1994 foi criada a primeira versão infantil da São Silvestre, para crianças de ambos os sexos entre 6 e 16 anos de idade, denominada “São Silvestrinha”, com distâncias diferentes. Reveladora de grandes talentos, foi a responsável pelo surgimento para o atletismo de nomes como o do fundista Franck Caldeira, vencedor da edição de 2006 e medalha de ouro na maratona dos Jogos Pan-americanos de 2007 no Rio de Janeiro. A edição de 2012 foi disputada na pista de atletismo do Estádio Ícaro de Castro Mello, com distâncias variáveis entre os 50 e os 600 metros e a participação de cerca de 2 mil crianças. Em sua 23° edição, a São Silvestrinha, teve como inclusão social, a abertura de espaço para crianças com necessidades especiais
Isaque Da Silva Lima é apenas um jovem de 17 anos, mas fez história. Na 24.ª edição da São Silvestrinha, o atleta do São Paulo foi o grande campeão da prova correspondente à sua idade, disputada pela primeira vez neste ano. Esta foi a segunda vez que Isaque participou do evento, conquistou sua segunda medalha neste ano..
A 24ª edição da corrida infanto-juvenil, organizada pela Fundação Cásper Líbero, ocorreu no dia 16 de Dezembro de 2017. Naquele ano puderam participar atletas nascidos entre os anos de 2001 e 2011.

## Vencedores
| Ano                | Homens                                   | Equipe                                   | Tempo                                    | Mulheres                                 | Equipe                                   | Tempo                                    | Ref           |
| ------------------ | ---------------------------------------- | ---------------------------------------- | ---------------------------------------- | ---------------------------------------- | ---------------------------------------- | ---------------------------------------- | ------------- |
| 1925               | Alfredo Gomes                            | Clube Espéria                            | 33:21                                    | -                                        | -                                        | -                                        | [ 27 ]        |
| 1926               | Jorge Mancebo                            | Clube de Regatas Tietê                   | 22:35                                    | -                                        | -                                        | -                                        | [ 27 ]        |
| 1927               | Heitor Blasi                             | Clube Espéria                            | 23:00                                    | -                                        | -                                        | -                                        | [ 27 ]        |
| 1928               | Salim Maluf                              | Associação Athlética Palmeiras           | 29:11                                    | -                                        | -                                        | -                                        | [ 27 ]        |
| 1929               | Heitor Blasi                             | Societá Palestra Itália                  | 28:39                                    | -                                        | -                                        | -                                        | [ 27 ]        |
| 1930               | Murilo de Araújo                         | Voluntários da Pátria                    | 25:35                                    | -                                        | -                                        | -                                        | [ 28 ]        |
| 1931               | José Agnello                             | Club Athletico Paulistano                | 26:05                                    | -                                        | -                                        | -                                        | [ 28 ]        |
| 1932               | Nestor Gomes                             | Club Athletico Paulistano                | 25:23                                    | -                                        | -                                        | -                                        | [ 28 ]        |
| 1933               | Nestor Gomes                             | Club Athletico Paulistano                | 25:50                                    | -                                        | -                                        | -                                        | [ 28 ]        |
| 1934               | Alfredo Carletti                         | Club Athletico Franco Brasileiro         | 24:10                                    | -                                        | -                                        | -                                        | [ 28 ]        |
| 1935               | Nestor Gomes                             | Club Athletico Paulistano                | 23:51                                    | -                                        | -                                        | -                                        | [ 28 ]        |
| 1936               | Mario de Oliveira                        | Clube Atlético Guarulhense               | 23:26                                    | -                                        | -                                        | -                                        | [ 28 ]        |
| 1937               | Mario de Oliveira                        | Clube Atlético Guarulhense               | 23:50                                    | -                                        | -                                        | -                                        | [ 28 ]        |
| 1938               | Armando Martins                          | Associação Atlética Guarani              | 23:38                                    | -                                        | -                                        | -                                        | [ 28 ]        |
| 1939               | Luiz Del Greco                           | Associação Athletica Ramenzoni           | 22:14                                    | -                                        | -                                        | -                                        | [ 28 ]        |
| 1940               | Antônio Alves                            | Associação Atlética Guarani              | 22:14                                    | -                                        | -                                        | -                                        | [ 29 ]        |
| 1941               | José Tibúrcio dos Santos                 | Faculdade Brasileira do Comércio         | 22:12                                    | -                                        | -                                        | -                                        | [ 29 ]        |
| 1942               | Joaquim Gonçalves da Silva               | Força Policial                           | 17:02                                    | -                                        | -                                        | -                                        | [ 29 ]        |
| 1943               | Joaquim Gonçalves da Silva               | Força Policial                           | 17:31                                    | -                                        | -                                        | -                                        | [ 29 ]        |
| 1944               | Joaquim Gonçalves da Silva               | Força Policial                           | 17:40                                    | -                                        | -                                        | -                                        | [ 29 ]        |
| Fase Internacional |                                          |                                          |                                          |                                          |                                          |                                          |               |
| 1945               | Sebastião Alves Monteiro                 | Força Policial                           | 21:54                                    | -                                        | -                                        | -                                        | [ 29 ]        |
| 1946               | Sebastião Alves Monteiro                 | São Paulo Futebol Clube                  | 21:57                                    | -                                        | -                                        | -                                        | [ 29 ]        |
| 1947               | Oscar Moreira                            | -                                        | 21:45                                    | -                                        | -                                        | -                                        | [ 29 ]        |
| 1948               | Raul Inostroza                           | -                                        | 22:18                                    | -                                        | -                                        | -                                        | [ 29 ]        |
| 1949               | Viljo Heino                              | -                                        | 22:45                                    | -                                        | -                                        | -                                        | [ 29 ]        |
| 1950               | Lucien Theys                             | -                                        | 22:37                                    | -                                        | -                                        | -                                        | [ 30 ]        |
| 1951               | Erich Kruzicky                           | -                                        | 22:26                                    | -                                        | -                                        | -                                        | [ 30 ]        |
| 1952               | Franjo Mihalic                           | -                                        | 21:38                                    | -                                        | -                                        | -                                        | [ 30 ]        |
| 1953               | Emil Zatopek                             | -                                        | 20:30                                    | -                                        | -                                        | -                                        | [ 30 ]        |
| 1954               | Franjo Mihalic                           | -                                        | 23:00                                    | -                                        | -                                        | -                                        | [ 30 ]        |
| 1955               | Kenneth Norris                           | -                                        | 22:18                                    | -                                        | -                                        | -                                        | [ 30 ]        |
| 1956               | Manuel Faria                             | -                                        | 21:58                                    | -                                        | -                                        | -                                        | [ 30 ]        |
| 1957               | Manuel Faria                             | -                                        | 21:37                                    | -                                        | -                                        | -                                        | [ 30 ]        |
| 1958               | Osvaldo Suárez                           | -                                        | 21:40                                    | -                                        | -                                        | -                                        | [ 30 ]        |
| 1959               | Osvaldo Suárez                           | -                                        | 21:55                                    | -                                        | -                                        | -                                        | [ 30 ]        |
| 1960               | Osvaldo Suárez                           | -                                        | 22:02                                    | -                                        | -                                        | -                                        | [ 31 ]        |
| 1961               | Martin Hyman                             | -                                        | 21:24                                    | -                                        | -                                        | -                                        | [ 31 ]        |
| 1962               | Hamoud Ameur                             | -                                        | 22:08                                    | -                                        | -                                        | -                                        | [ 31 ]        |
| 1963               | Henry Clerckx                            | -                                        | 21:55                                    | -                                        | -                                        | -                                        | [ 31 ]        |
| 1964               | Gaston Roelants                          | -                                        | 21:37                                    | -                                        | -                                        | -                                        | [ 31 ]        |
| 1965               | Gaston Roelants                          | -                                        | 21:20                                    | -                                        | -                                        | -                                        | [ 31 ]        |
| 1966               | Álvaro Mejía Florez                      | -                                        | 29:57                                    | -                                        | -                                        | -                                        | [ 31 ]        |
| 1967               | Gaston Roelants                          | -                                        | 24:55                                    | -                                        | -                                        | -                                        | [ 31 ]        |
| 1968               | Gaston Roelants                          | -                                        | 24:32                                    | -                                        | -                                        | -                                        | [ 31 ]        |
| 1969               | Juan Martinez                            | -                                        | 24:02                                    | -                                        | -                                        | -                                        | [ 31 ]        |
| 1970               | Frank Shorter                            | -                                        | 24:27                                    | -                                        | -                                        | -                                        | [ 32 ]        |
| 1971               | Rafael Tadeo Palomares                   | -                                        | 23:47                                    | -                                        | -                                        | -                                        | [ 32 ]        |
| 1972               | Víctor Mora                              | -                                        | 23:24                                    | -                                        | -                                        | -                                        | [ 32 ]        |
| 1973               | Víctor Mora                              | -                                        | 23:25                                    | -                                        | -                                        | -                                        | [ 32 ]        |
| 1974               | Rafael Angel Perez                       | -                                        | 23:58                                    | -                                        | -                                        | -                                        | [ 32 ]        |
| 1975               | Víctor Mora                              | -                                        | 23:13                                    | Christa Vahlensieck                      | -                                        | 28:39                                    | [ 32 ]        |
| 1976               | Edmundo Warnke                           | -                                        | 23:50                                    | Christa Vahlensieck                      | -                                        | 28:36                                    | [ 32 ]        |
| 1977               | Domingo Tibaduiza                        | -                                        | 23:55                                    | Loa Olafsson                             | -                                        | 27:15                                    | [ 32 ]        |
| 1978               | Radhouane Bouster                        | -                                        | 23:51                                    | Dana Slater                              | -                                        | 28:55                                    | [ 32 ]        |
| 1979               | Herb Lindsay                             | -                                        | 23:26                                    | Dana Slater                              | -                                        | 29:07                                    | [ 32 ]        |
| 1980               | José João da Silva                       | São Paulo Futebol Clube                  | 23:40                                    | Heidi Hutterer                           | -                                        | 27:48                                    | [ 33 ]        |
| 1981               | Víctor Mora                              | -                                        | 23:30                                    | Rosa Mota                                | -                                        | 26:45                                    | [ 33 ]        |
| 1982               | Carlos Lopes                             | Sporting Clube de Portugal               | 39:41                                    | Rosa Mota                                | -                                        | 47:21                                    | [ 33 ]        |
| 1983               | João da Mata de Ataíde                   | Clube Atlético Mineiro                   | 37:39                                    | Rosa Mota                                | -                                        | 43:31                                    | [ 33 ]        |
| 1984               | Carlos Lopes                             | Sporting Clube de Portugal               | 36:43                                    | Rosa Mota                                | -                                        | 43:35                                    | [ 33 ]        |
| 1985               | José João da Silva                       | São Paulo Futebol Clube                  | 36:48                                    | Rosa Mota                                | -                                        | 43:00                                    | [ 33 ]        |
| 1986               | Rolando Vera                             | -                                        | 36:45                                    | Rosa Mota                                | -                                        | 43:25                                    | [ 33 ]        |
| 1987               | Rolando Vera                             | -                                        | 39:02                                    | Martha Tenorio                           | -                                        | 46:27                                    | [ 33 ]        |
| 1988               | Rolando Vera                             | -                                        | 36:23                                    | Aurora Cunha                             | -                                        | 42:12                                    | [ 33 ]        |
| 1989               | Rolando Vera                             | -                                        | 36:45                                    | María Del Carmen Díaz                    | -                                        | 43:52                                    | [ 33 ]        |
| 1990               | Arturo Barrios                           | -                                        | 35:57                                    | María Del Carmen Díaz                    | -                                        | 43:16                                    | [ 34 ]        |
| 1991               | Arturo Barrios                           | -                                        | 44:47                                    | María Luisa Servín                       | -                                        | 54:02                                    | [ 34 ]        |
| 1992               | Simon Chemwoiywo                         | -                                        | 44:08                                    | María Del Carmen Díaz                    | -                                        | 54:00                                    | [ 34 ]        |
| 1993               | Simon Chemwoiywo                         | -                                        | 43:20                                    | Hellen Kimaiyo                           | -                                        | 50:26                                    | [ 34 ]        |
| 1994               | Ronaldo da Costa                         | -                                        | 44:11                                    | Derartu Tulu                             | -                                        | 51:17                                    | [ 34 ]        |
| 1995               | Paul Tergat                              | -                                        | 43:12                                    | Carmem Oliveira                          | -                                        | 50:53                                    | [ 34 ]        |
| 1996               | Paul Tergat                              | -                                        | 43:50                                    | Roseli Machado                           | -                                        | 52:32                                    | [ 34 ]        |
| 1997               | Émerson Iser Bem                         | -                                        | 44:40                                    | Martha Tenorio                           | -                                        | 52:04                                    | [ 34 ]        |
| 1998               | Paul Tergat                              | Fila                                     | 44:47                                    | Olivera Jevtić                           | Fila Team                                | 51:35                                    | [ 34 ]        |
| 1999               | Paul Tergat                              | Kenya                                    | 44:35                                    | Lydia Cheromei                           | Kenya                                    | 51:29                                    | [ 34 ]        |
| 2000               | Paul Tergat                              | Kenya                                    | 43:57                                    | Lydia Cheromei                           | Kenya                                    | 50:33                                    | [ 35 ]        |
| 2001               | Tesfaye Jifar                            | -                                        | 44:15                                    | Maria Zeferina Baldaia                   | -                                        | 52:12                                    | [ 35 ]        |
| 2002               | Robert Kipkoech Cheruiyot                | -                                        | 44:59                                    | Marizete de Paula Rezende                | -                                        | 54:02                                    | [ 35 ]        |
| 2003               | Marílson Gomes dos Santos                | -                                        | 43:50                                    | Margaret Okayo                           | -                                        | 51:24                                    | [ 35 ]        |
| 2004               | Robert Kipkoech Cheruiyot                | -                                        | 44:43                                    | Lydia Cheromei                           | -                                        | 53:01                                    | [ 35 ]        |
| 2005               | Marílson Gomes dos Santos                | -                                        | 44:22                                    | Olivera Jevtić                           | -                                        | 51:38                                    | [ 35 ]        |
| 2006               | Franck Caldeira                          | -                                        | 44:06                                    | Lucélia Peres                            | -                                        | 51:24                                    | [ 35 ]        |
| 2007               | Robert Kipkoech Cheruiyot                | -                                        | 44:43                                    | Alice Timbilili                          | -                                        | 51:24                                    | [ 35 ]        |
| 2008               | James Kipsang                            | -                                        | 44:43                                    | Yimer Wude Ayalew                        | -                                        | 51:37                                    | [ 35 ]        |
| 2009               | James Kipsang                            | -                                        | 44:40                                    | Pasalia Chepkorir                        | -                                        | 52:30                                    | [ 35 ]        |
| 2010               | Marílson Gomes dos Santos                | -                                        | 44:03                                    | Alice Timbilili                          | -                                        | 50:19                                    | [ 35 ]        |
| 2011               | Tariku Bekele                            | -                                        | 43:35                                    | Priscah Jeptoo                           | -                                        | 48:48                                    | [ 35 ]        |
| 2012               | Edwin Kipsang                            | -                                        | 44:04                                    | Maurine Kipchumba                        | -                                        | 51:41                                    | [ 35 ]        |
| 2013               | Edwin Kipsang                            | Coquinho Fila Caixa                      | 43:48                                    | Nancy Kipron                             | -                                        | 51:58                                    | [ 36 ] [ 42 ] |
| 2014               | Dawit Admasu                             | Coquinho Fila Caixa                      | 45:04                                    | Yimer Wude Ayalew                        | -                                        | 50:43                                    | [ 36 ] [ 43 ] |
| 2015               | Stanley Biwott                           | Nike                                     | 44:31                                    | Yimer Wude Ayalew                        | -                                        | 54:01                                    | [ 36 ]        |
| 2016               | Leul Aleme                               | Nike                                     | 44:53                                    | Jemima Sumgong                           | -                                        | 48:35                                    | [ 44 ]        |
| 2017               | Dawit Admasu                             | -                                        | 44:17                                    | Flomena Cheyech Daniel                   | -                                        | 50:18                                    |               |
| 2018               | Belahy Bezabh                            | -                                        | 45:03                                    | Sandrafelis Chebet                       | -                                        | 50:20                                    | [ 46 ]        |
| 2019               | Kibiwot Kandie                           | -                                        | 42:59                                    | Brigid Kosgei                            | -                                        | 48:54                                    | [ 47 ]        |
| 2020               | Cancelado devido à Pandemia de COVID-19. | Cancelado devido à Pandemia de COVID-19. | Cancelado devido à Pandemia de COVID-19. | Cancelado devido à Pandemia de COVID-19. | Cancelado devido à Pandemia de COVID-19. | Cancelado devido à Pandemia de COVID-19. | [ 48 ]        |
| 2021               | Belahy Bezabh                            | -                                        | 44:54                                    | Sandrafelis Chebet                       | -                                        | 50:06                                    | [ 49 ] [ 50 ] |
| 2022               | Andrew Kwemoi                            | Sporting Clube de Portugal               | 44:43                                    | Catherine Reline                         | -                                        | 49:39                                    | [ 51 ]        |
| 2023               | Timothy Kiplagat                         |                                          | 44:52                                    | Catherine Reline                         |                                          | 49:54                                    | [ 52 ]        |
| 2024               | Wilson Too                               |                                          | 44:21                                    | Agnes Keino                              |                                          | 51:25                                    | [ 53 ] [ 54 ] |

Nota: recorde da prova (M e F) na distância atual de 15 km estabelecida desde 1991.

## Vencedores por nações
| - Quênia - 18 - Brasil - 11 - Bélgica - 6 - Colômbia - 6 - Etiópia - 5 - Equador - 4 - Portugal - 4 - México - 4 - Argentina - 3 - Itália - 2 - Estados Unidos - 2 - Iugoslávia - 2 - Reino Unido - 2 - Chile - 2 - França - 2 - Uruguai - 1 - Finlândia - 1 - Alemanha - 1 - Costa Rica - 1 - Tchecoslováquia - 1 - Bahrein - 1 - Uganda - 1 | - Quênia - 19 - Portugal - 7 - Brasil - 5 - México - 4 - Etiópia - 4 - Alemanha - 3 - Estados Unidos - 2 - Equador - 2 - Dinamarca - 1 - Iugoslávia - 1 - Sérvia e Montenegro - 1 |

## Galeria de vencedores

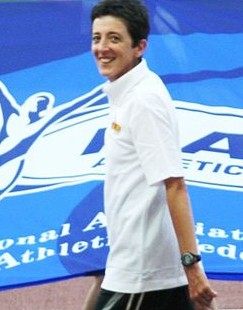
Rosa Mota, seis vezes campeã.
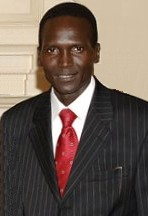
Paul Tergat, cinco vezes campeão.
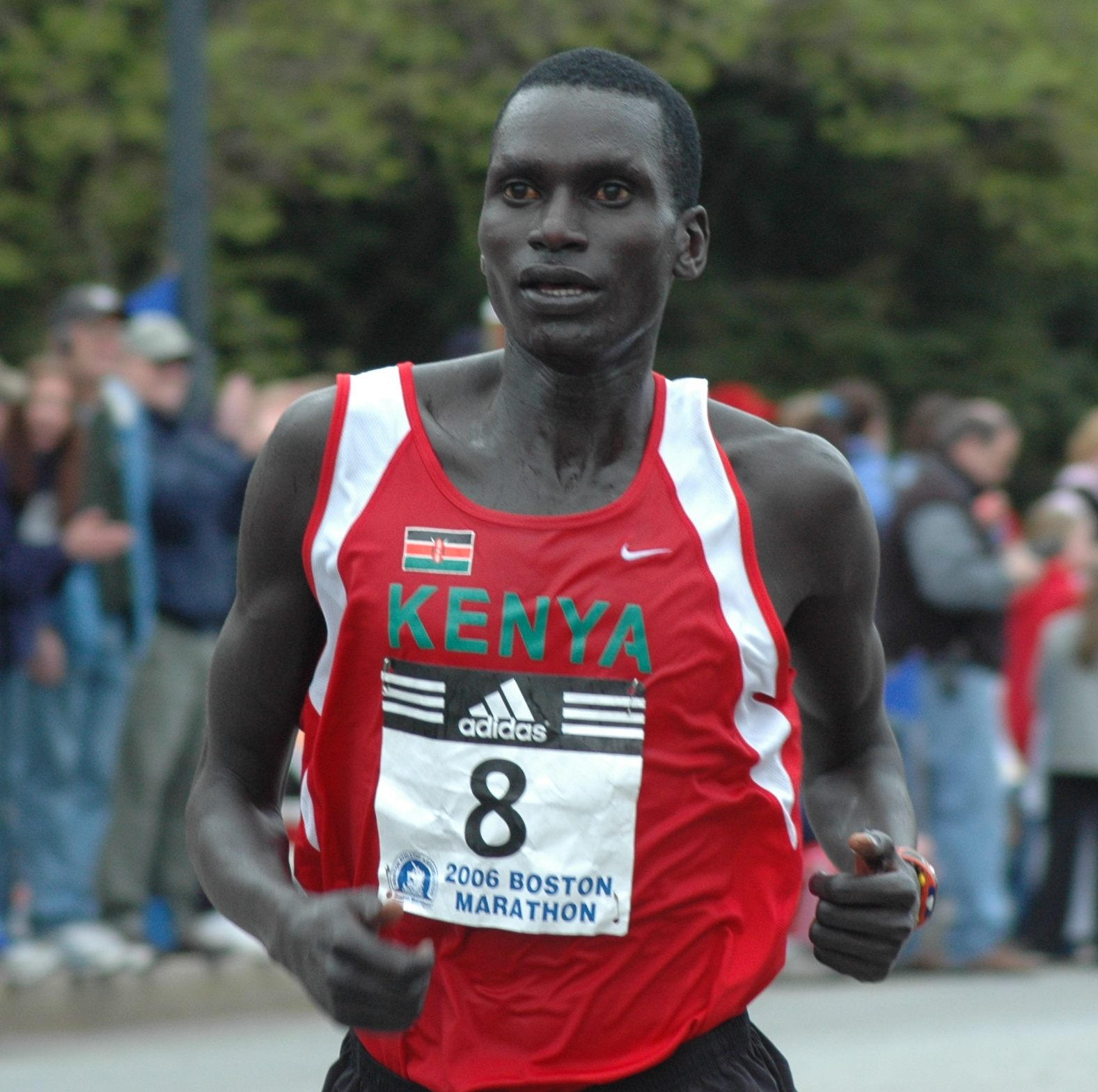
Robert Cheruiyot, 2002–2004–2007.
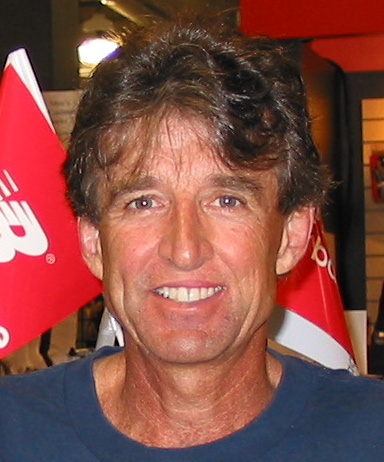
Frank Shorter, 1970.
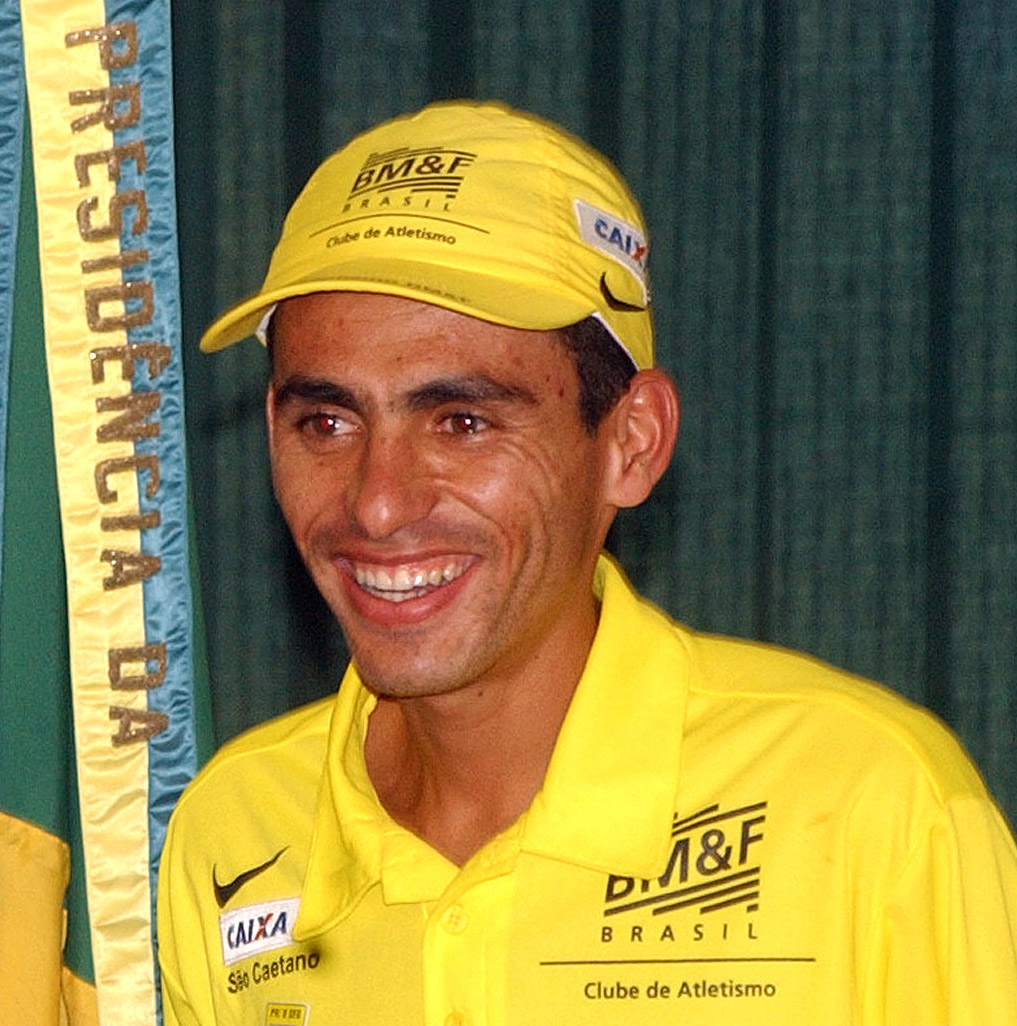
Marílson Gomes dos Santos, 2003–2005–2010.
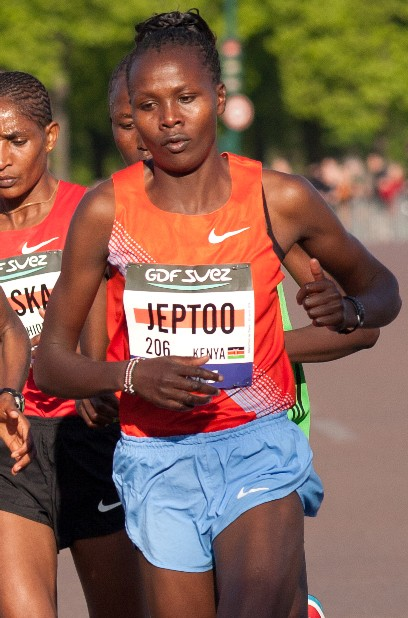
Priscah Jeptoo, 2011.
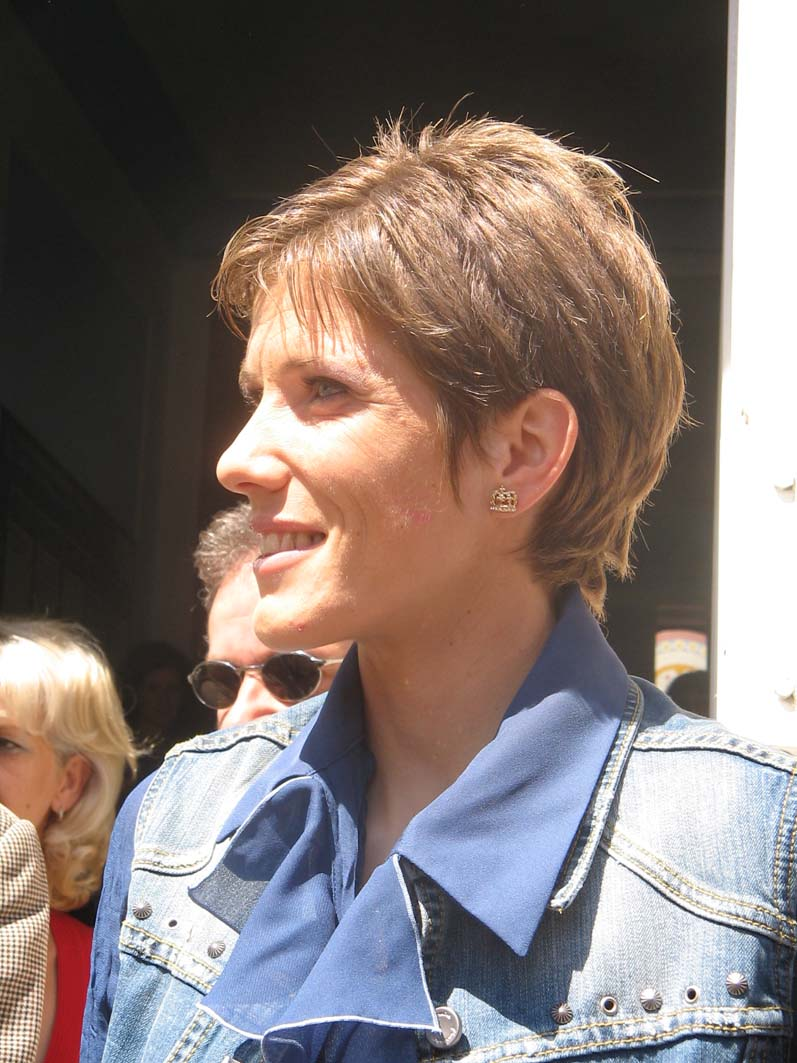
Olivera Jevtić, 1998 – 2005.
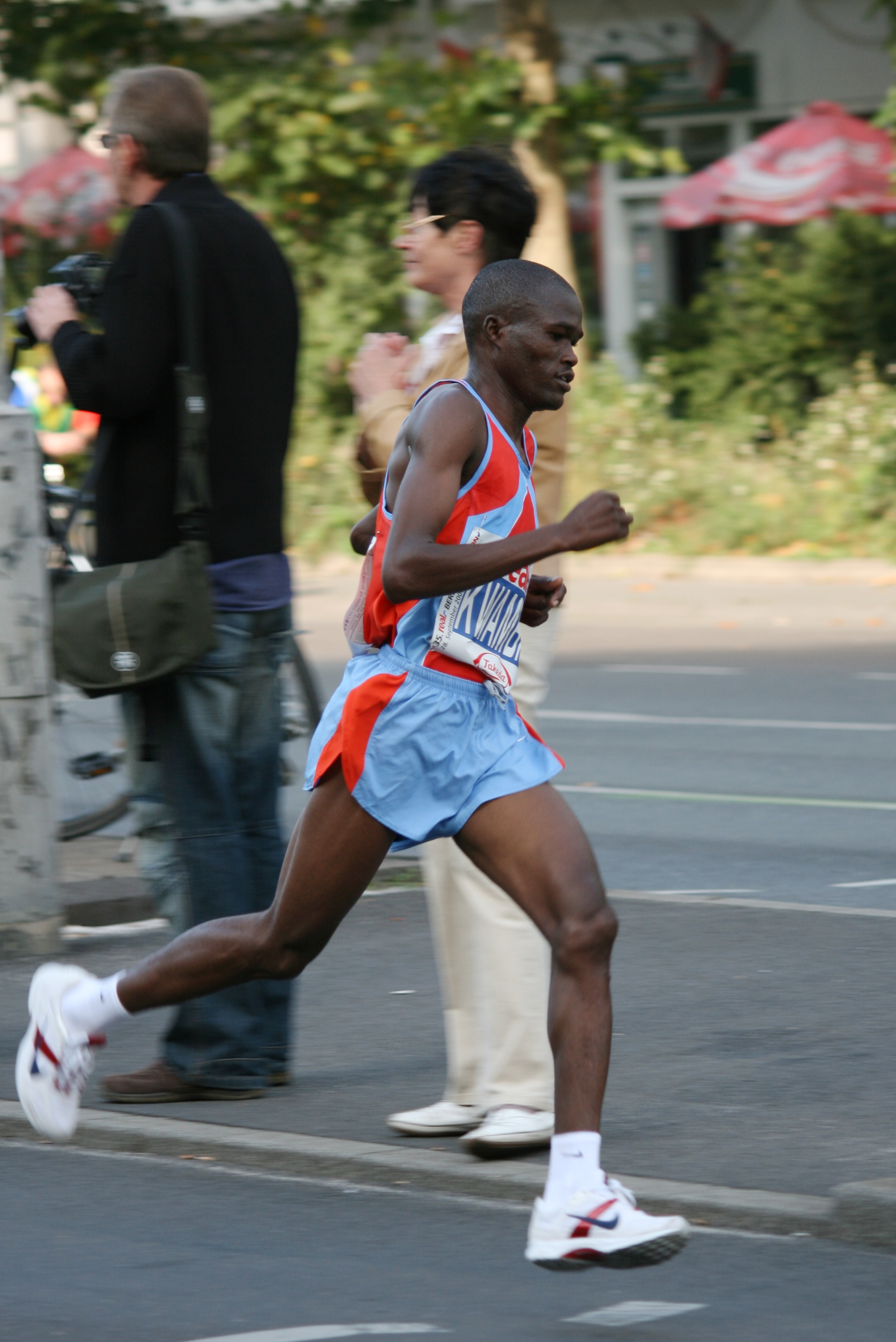
James Kwambai, 2008 – 2009.
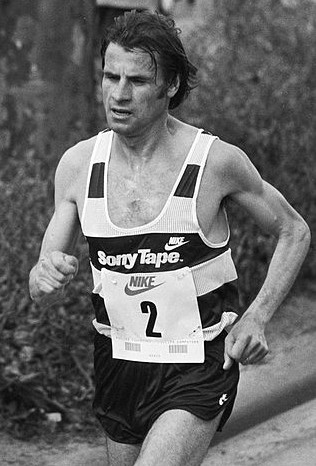
Carlos Lopes, 1982-1984, último homem branco, europeu, de nacionalidade etnia portuguesa a ganhar a prova da São Silvestre.
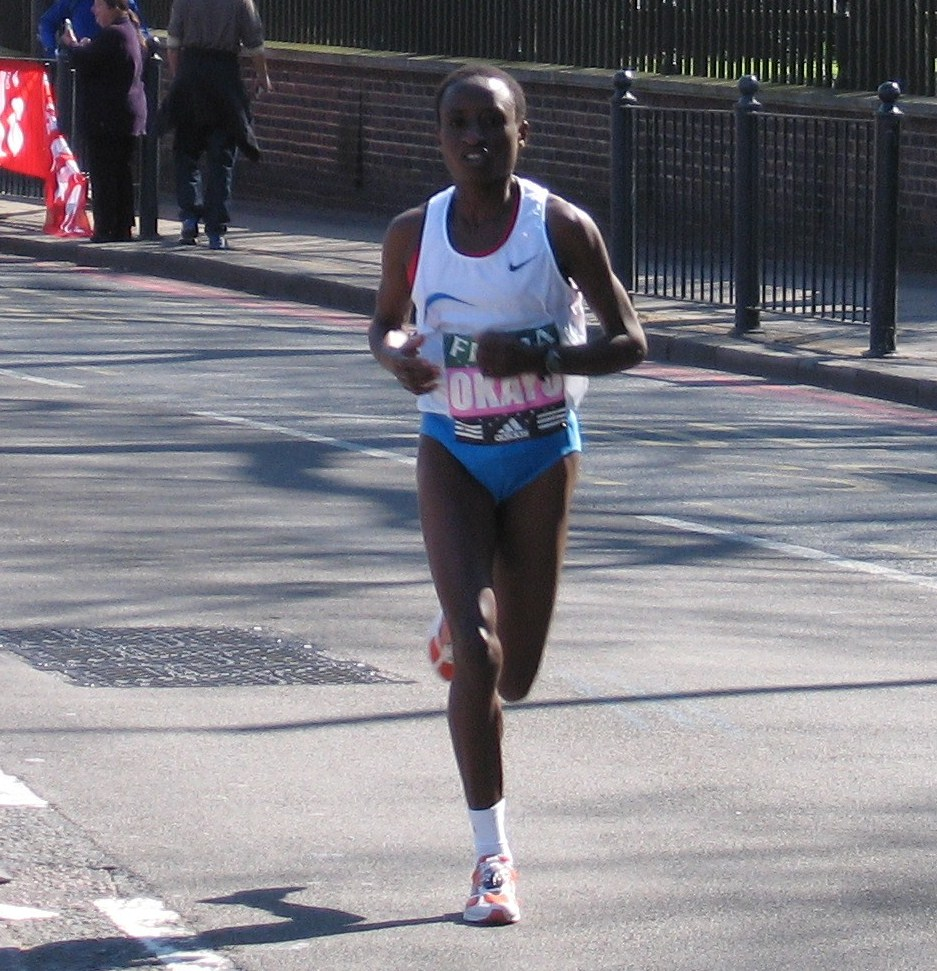
Margaret Okayo, 2003.
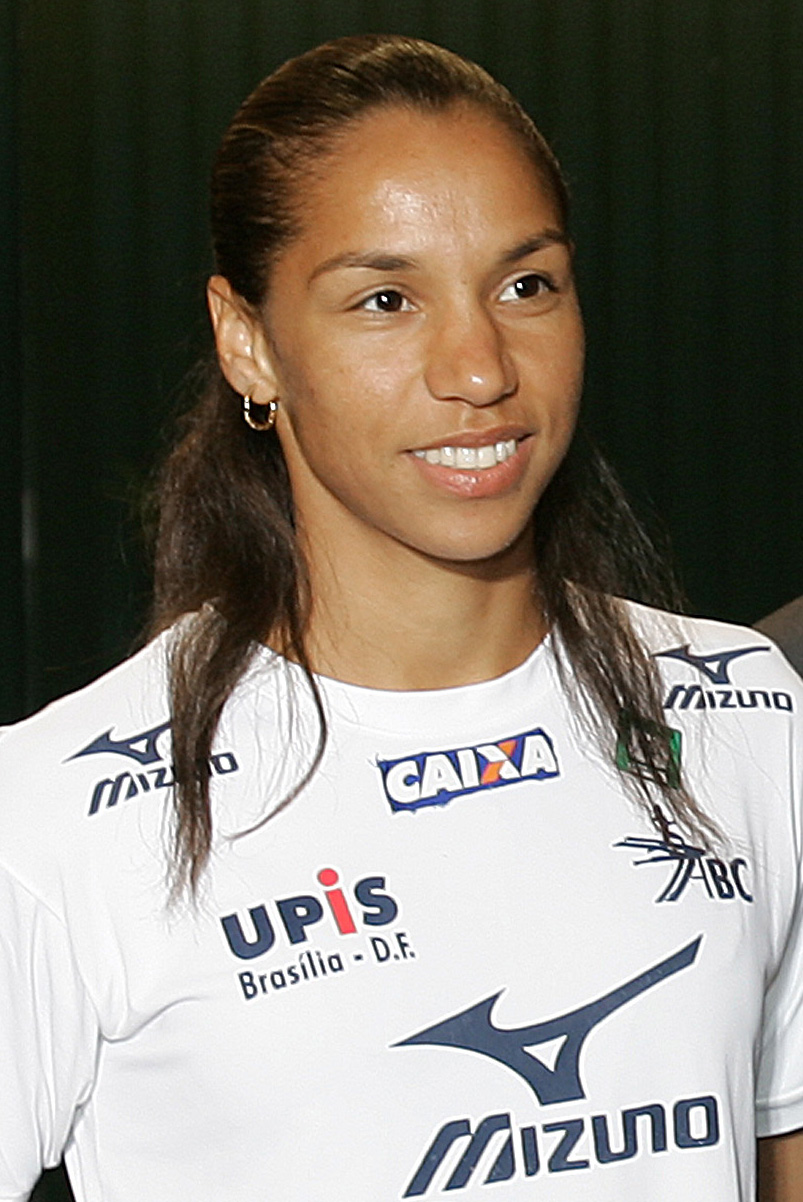
Lucélia Peres, 2006.
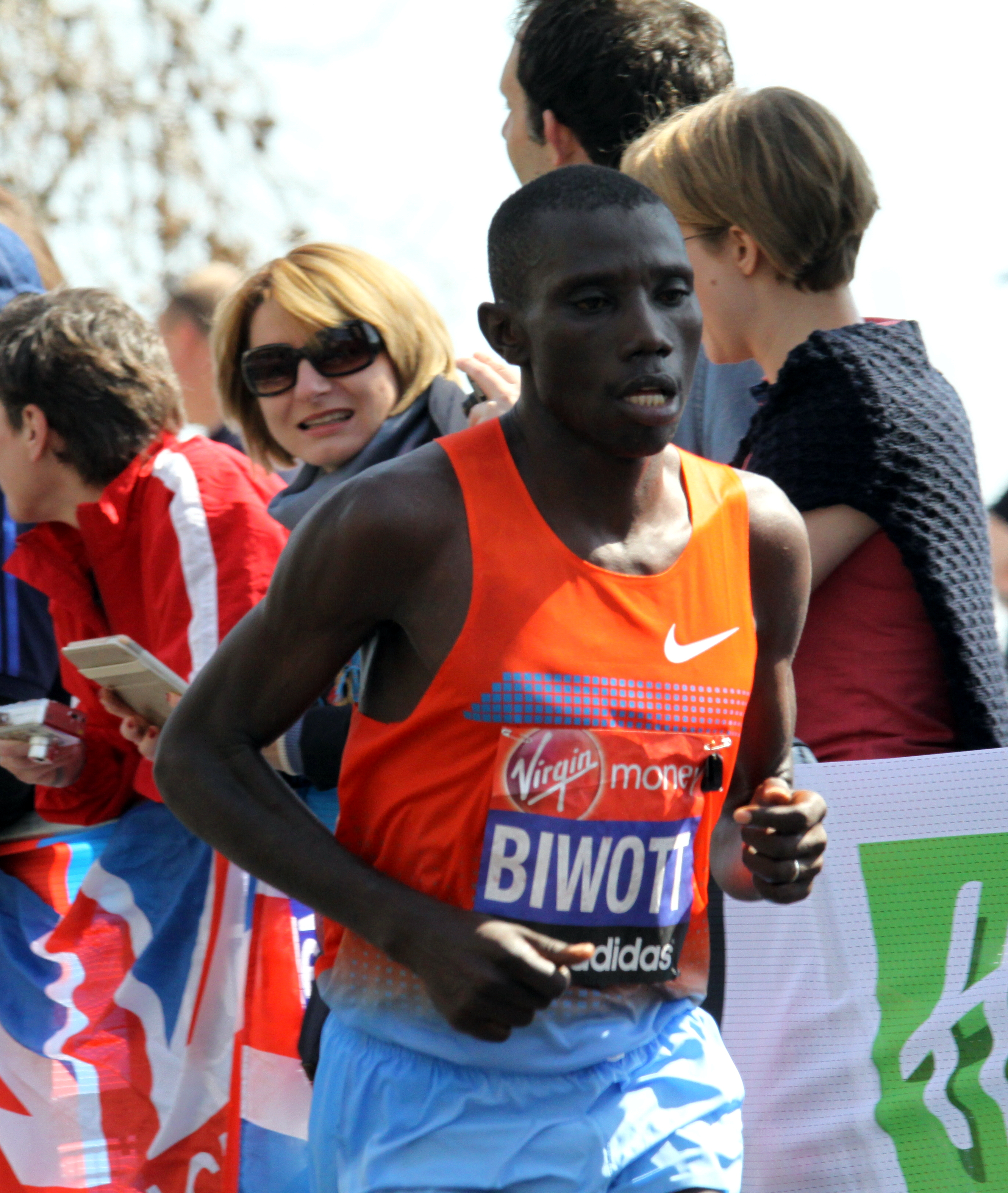
Stanley Biwott, 2015

## Publicações sobre a Corrida de São Silvestre
Filmes e documentários
- São Silvestre (curta-metragem) - Documentário em curta-metragem de 2011. Direção: Lina Chamie
- São Silvestre (filme) - Documentário em longa-metragem de 2013. Direção: Lina Chamie

Livros
- A São Silvestre No Rumo Do Sol - Autor: Caetano Carlos Paiol (Ed. Ateniense)
- O que Você Precisa Saber para Correr Bem a São Silvestre - 2021. Autores:  Fabiano Braun e Darlan Souza